# 조철구
조철구(趙澈九, 1937년 10월 9일 ~ 1996년 12월 30일)는 대한민국의 의사, 정치인이다. 제15대 국회의원을 지냈다. 장준하가 사망했을 당시 검안의로 타살 의혹을 제기했다가 안전부에 끌려가 곤욕을 치르기도 했다.

## 학력
- 송도중학교
- 성남고등학교
- 고대의대 대학원(석ㆍ박사)

## 경력
- 국제사면위원회한국지부이사
- 민추협특위부위원장
- 이대ㆍ고대 외래교수
- 구세병원병원장
- 사회복지연구회이사장
- 아태재단중앙위원
- 장애인협회인천서구고문
- 한국아동인구환경연맹원

## 역대 선거 결과
|  | 28.97% |

|  | 34.17% |